# Cultura Rachmani
A cultura Rachmani (4500-3 200 a.C.) foi a última cultura neolítica do continente grego. Possuía preferência por assentamentos em zonas costeiras, especialmente cavernas, o que indica maior contato com o mar, trocas comerciais (há contato comercial com a civilização heládica) e evolução na criação do gado; sítios localizados em terras baixas tornam-se em grandes centros econômicos durante o período. São compostos por edifícios apsidais e frequentemente eram cercados por valas. Os mortos eram enterrados principalmente dentro de cavernas.
Figuras esquemáticas acrolíticas (cabeça de pedra e corpo de madeira ou argila), brincos, tiras e pinos de metais (prata, ouro e cobre respectivamente), pontas triangulares ou em forma de folha de lanças feitas com obsidiana são exemplos de produtos produzidos por esta cultura e estes foram utilizados como símbolos de status social. Há dois tipos de cerâmica: monocromática de argila áspera com polimento em tons de vermelho, marrom e cinza escuro; pintada com tinta vermelha ou branca.